# The Years of the Locust
The Years of the Locust è un film muto del 1916 diretto da George H. Melford. La sceneggiatura di Beatrice DeMille e Leighton Osmun si basa su un racconto dallo stesso titolo di Albert Payson Terhune, pubblicato su The Green Book Magazine nel novembre 1915. Terhune ne ricavò poi, nel 1917, un romanzo.

## Trama
Benché innamorata di Dirck Mead, Lorraine è costretta a sposare il ricco Aaron Roth per salvare dalla rovina finanziaria la sua famiglia. Il marito, però, si rivela un mascalzone, un truffatore che, inseguito dalla polizia, per sfuggire alla legge, si getta da un piroscafo. Roth viene dato per morto. Mead, nel frattempo, è diventato un magnate dei diamanti. Dopo aver sposato Lorraine, la porta con sé in Sud Africa. Roth, che non è morto, ritrova la moglie e la ricatta, minacciando di denunciarla come bigama. Lorraine decide di lasciare Mead, ma quando scopre che Roth progetta di rubare un prezioso diamante che il marito sta scortando in città, interviene, chiedendo aiuto. Nel trambusto che ne segue, Roth rimane ucciso, risolvendo anche il problema dello stato civile di Lorraine.

## Produzione
Il film fu prodotto dalla Jesse L. Lasky Feature Play Company.

## Distribuzione
Il copyright del film, richiesto dalla Jesse L. Lasky Feature Play Co., fu registrato il 3 novembre 1916 con il numero LP9456.
Distribuito dalla Paramount Pictures e presentato da Jesse L. Lasky, il film uscì nelle sale statunitensi il 16 novembre 1916.
Copia della pellicola viene conservata negli archivi dell'UCLA.